# Alopecosa sublimbata
Alopecosa sublimbata este o specie de păianjeni din genul Alopecosa, familia Lycosidae, descrisă de Roewer, 1960.
Este endemică în Bioko. Conform Catalogue of Life specia Alopecosa sublimbata nu are subspecii cunoscute.